# Homero Guaglianone
Víctor Homero Guaglianone Sosa (Montevideo, 24 settembre 1936) è un ex calciatore uruguaiano.

## Carriera

### Club
Nazionale uruguaiano, viene acquistato dalla Lazio nella stagione 1960-1961, facendo il suo esordio in serie A ad Udine il 16 ottobre 1960. Gioca però solo 40 minuti, si infortuna per un lungo periodo non giocando per tutta la stagione e alla fine di essa torna in Uruguay.

### Nazionale
Nel 1954 partecipò con la Nazionale Under-19 di calcio dell'Uruguay al Campionato sudamericano di calcio Under-19, vincendolo.
Nel 1959 partecipò con la nazionale maggiore al Campeonato Sudamericano de Football svoltosi in Ecuador, terminato con l'affermazione dei celesti.

## Palmarès

### Club
- Copa Competencia (Uruguay): 1

Nacional: 1961
- Segunda División Profesional de Uruguay: 1

Wanderers: 1962

### Nazionale
- Campionato sudamericano Under-19: 1

1954
- Campeonato Sudamericano de Football: 1

Ecuador 1959

### Individuale
- Capocannoniere della Primera División Uruguaya: 1

1959 (13 gol)
- Capocannoniere della Segunda División Uruguaya: 1

1962